# モレッティ (自動車)
モレッティ（Moretti S.p.A. ）は、1925年に創業され1989年まで活動していたイタリアの自動車製造業者である。今日でも同社製の多くのスポーツカーが様々なヨーロッパのモーターショーで見かけることができる。モレッティは、その歴史の中でオートバイ、ミニカー、幾つかの商用車といった多種多様なモデルを製造した。

## 歴史

### 自社製品
1925年に自身の設計と契約下で他社製品のオートバイを生産するためにジョヴァンニ・モレッティ（Giovanni Moretti ）により設立された。1920年代終わりから1930年代初めにオートバイと同じエンジンを使用してミニカーの製造にも手を出し、第二次世界大戦中は様々な商用車の製造、とりわけ知られているのは電動の小型トラックと5-7名乗りの電気自動車で成功を収めた。戦争の終了と商用車の需要の増減に対応するために1946年に普通の自動車の生産を開始した。
モレッティにより発売された最初の普通の自動車は、「チタ」（Cita ）であった。その後まもなく「600」が、1953年には「750」が発売された。750は1950年代にエステート、タクシー、ベルリーナ、クーペ、一人乗りのレーシングカー、商用車といった様々なモデルが製造された。600と750は1950年代にレースで一定の成果を収めた。

### フィアット車の特装車
1950年代後半に自社設計の車両の自社での製造を止めた。コストと一般経費削減のために同社は全ての自社製造車両をフィアット車の機械機構とシャーシを利用したものに転換した。自社製の「750」を基にして全てのレンジのモデル（サルーン、クーペ、スパイダー、エステート等々）を揃えていたが、価格がほぼ半額ということで市場の大部分を占めたフィアット・600には対抗できなかった。その後に販売数低迷と財政困難が続いたことで全モデルで生産数は削減されたが、ジョヴァンニ・モレッティとジャンニ・アニェッリの友情のおかげでモレッティはフィアットとの間でフィアット車のシャーシを利用した特製/少量生産モデルの製造に関して好意的な契約を引き出すことができた。127、128、124、132を基にした非常によく似たスポーティな外観のクーペが1960年代末から1970年代初めにかけて製造された。
モレッティ社の生産台数は、1967年に2,600台、1973年に3,292台、1974年には僅か1,071台まで落ち込み、1970年代にフィアット車を基にした小型オフロードカーの生産に転換した。1970年にフィアット・500を、後にフィアット・126を基にした「ミニマキシ」 （Minimaxi ）を発売し、1971年にはフィアット・127を基にした「ミディマキシ」（Midimaxi ）が登場した。「パグーロ」（Paguro ）と呼ばれるボディを延長した127ベースのライトバンとピックアップトラックも1977年に発売された。1979年には2.5 L のディーゼルエンジンを搭載したフィアット・カンパニョーラ （Campagnola ）をベースとしたモレッティ・スポルティング（Sporting ）が、1980年に超豪華仕様の"127 Vip"と"Ritmo Gold"が登場した。1983年に発売されたパンダ・ロック（Panda Rock ）は、オフロード走行を目的とした屋根を取り去り、ロールバーを備えたパンダ 4x4であった。最新の127をベースにした「ミディマキシIII・シリーズ」も1983年に登場した。フィアットが手を出さずに残しておいた更にニッチな市場を埋める努力は続き、モレッティはウーノとパンダ 4x4のパネルバン（フルゴネット）版も提供した。
生産数が減り続けた後にモレッティはウーノ、パンダ、レガータといった各種フィアット車の個人向け改装車の製造に転換した。1983年のボローニャ・モーターショーではウーノの「カブリオレ」版が発表された。この車は完全なコンバーチブルではなく、ドア桟と後部側面ガラスが残るカブリオ・コーチ（cabrio coach ）形式であった。各種エンジン（ディーゼルエンジンを含む）を搭載して、イタリア国内の選定されたフィアット・ディーラーを通じて直接販売された。
1989年に「イタル ウーノ・ターボ」（Ital Uno Turbo ）を製造し、これはカリフォルニア州のノース・ハリウッドにあるM.I.Kオートモビルにより限定数がアメリカ合衆国に輸入された。この車は1.3 L ターボ・エンジンを搭載したウーノ・ターボを基にアンチロック・ブレーキ・システムと13inホイールのトーヨータイヤを装備していた。
数年間にわたる事業低迷を経て1989年12月、ついにモレッティは正式に操業を停止した。

## 主要なモデル
- モレッティ 500
- モレッティ エレットヴェイコーリ（Elettroveicoli ）
- モレッティ チタ（Cita ）
- モレッティ 600
- モレッティ 720-750
- モレッティ 1200
- モレッティ 1500
- フィアット フォーミュラ・ジュニア（Formula Junior ）
- フィアット 1100 モレッティ
- フィアット 1200 モレッティ
- フィアット 1500 モレッティ
- フィアット 2200 モレッティ
- フィアット 2500 モレッティSS
- フィアット 600 モレッティ
- フィアット 500 モレッティ クーペ
- フィアット 850 モレッティ・スポルティーヴァ（850 Moretti Sportiva ）
- フィアット 128 モレッティ（128 Moretti Roadster ）
- モレッティ・ミニマキシ（Minimaxi ）
- モレッティ・ミディマキシ（Midimaxi ）
- フィアット 132 モレッティ
- フィアット・パンダ モレッティ・ロック
- フィアット・ウーノ モレッティ・フォルク（Folk ）
- イタル ウーノ・ターボ バイ・モレッティ（Ital Turbo Uno by Moretti ）1989年[4]

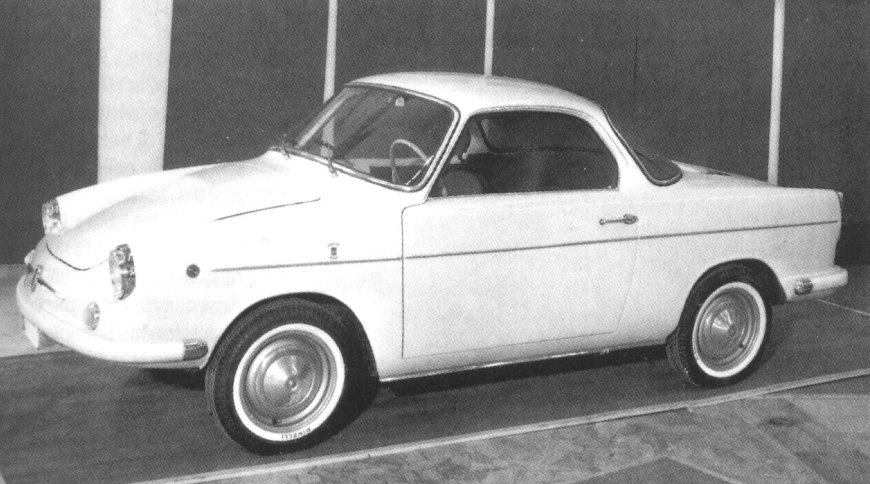
フィアット・500 モレッティ・クーペ（1960年）
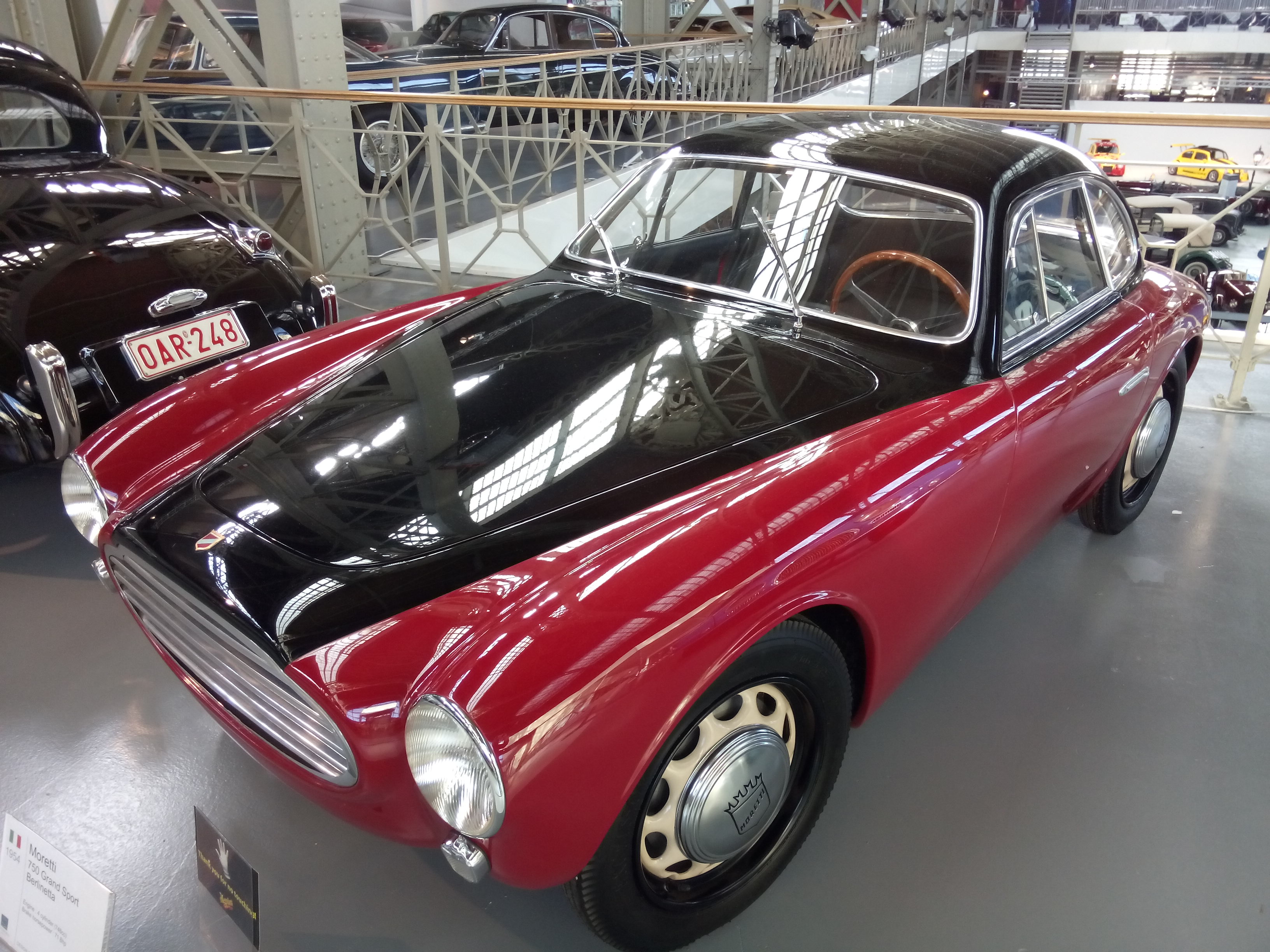
モレッティ・750 グランスポルト・ベルリネッタ（750 Grand Sport Berlinetta ）
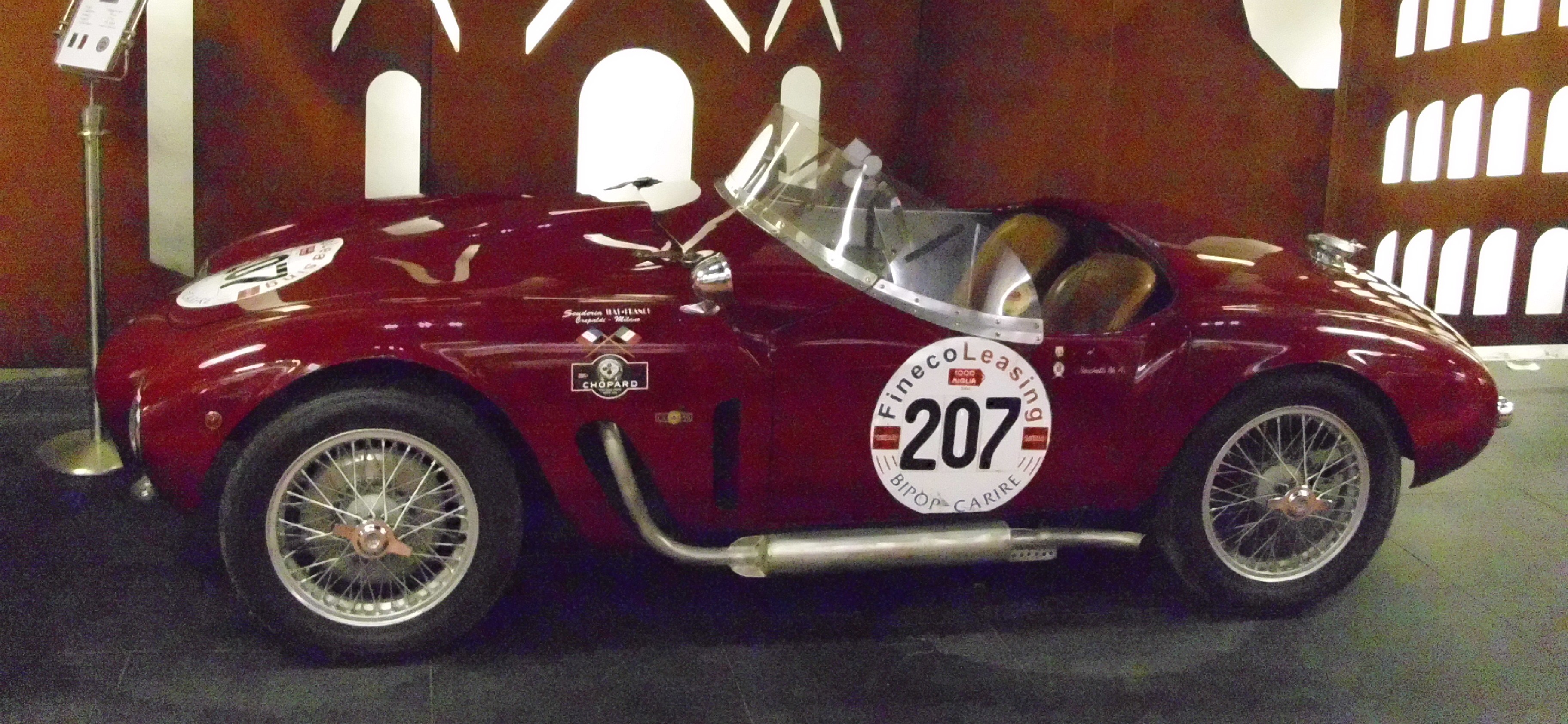
モレッティ・750
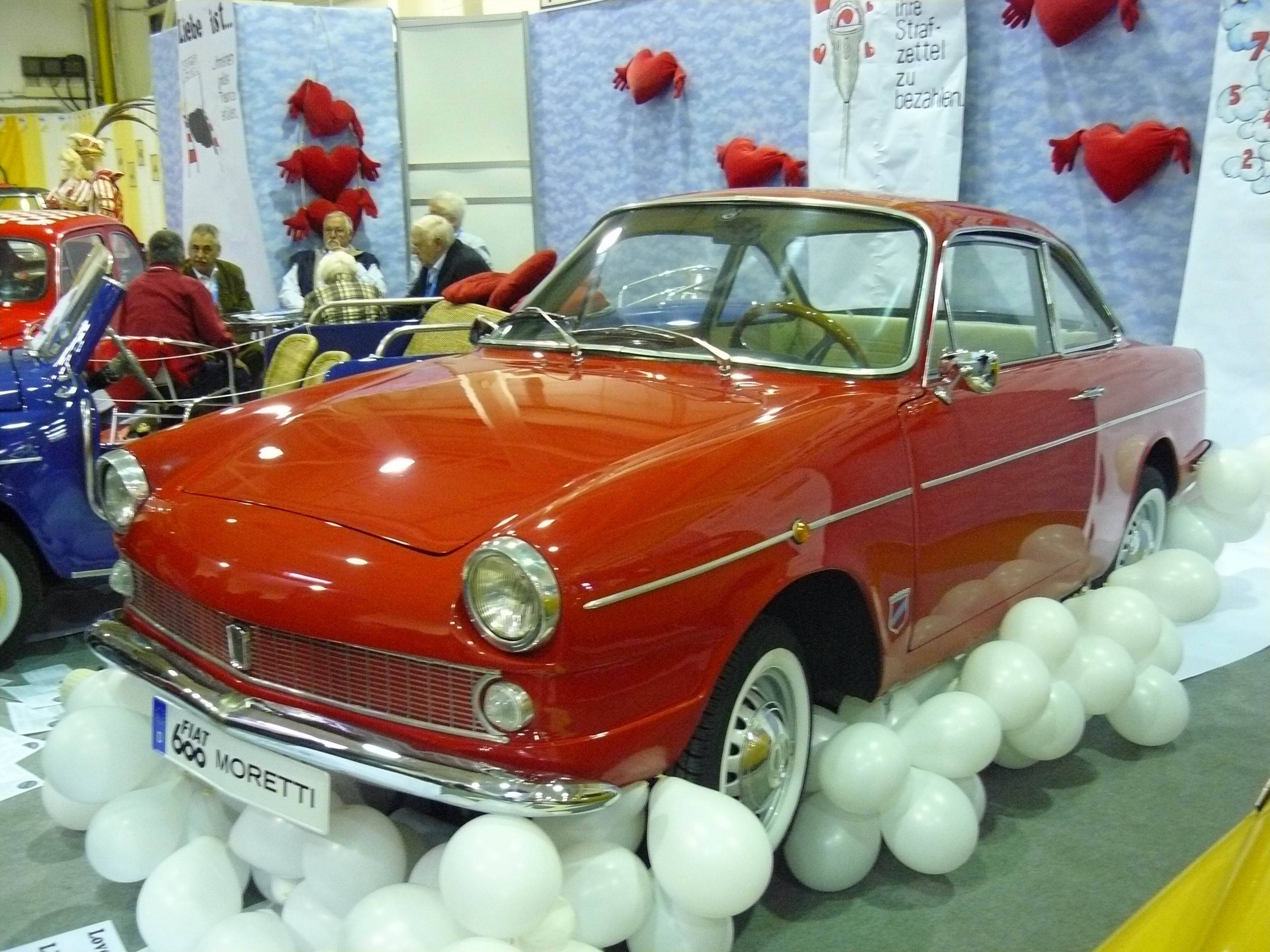
フィアット・600 モレッティ
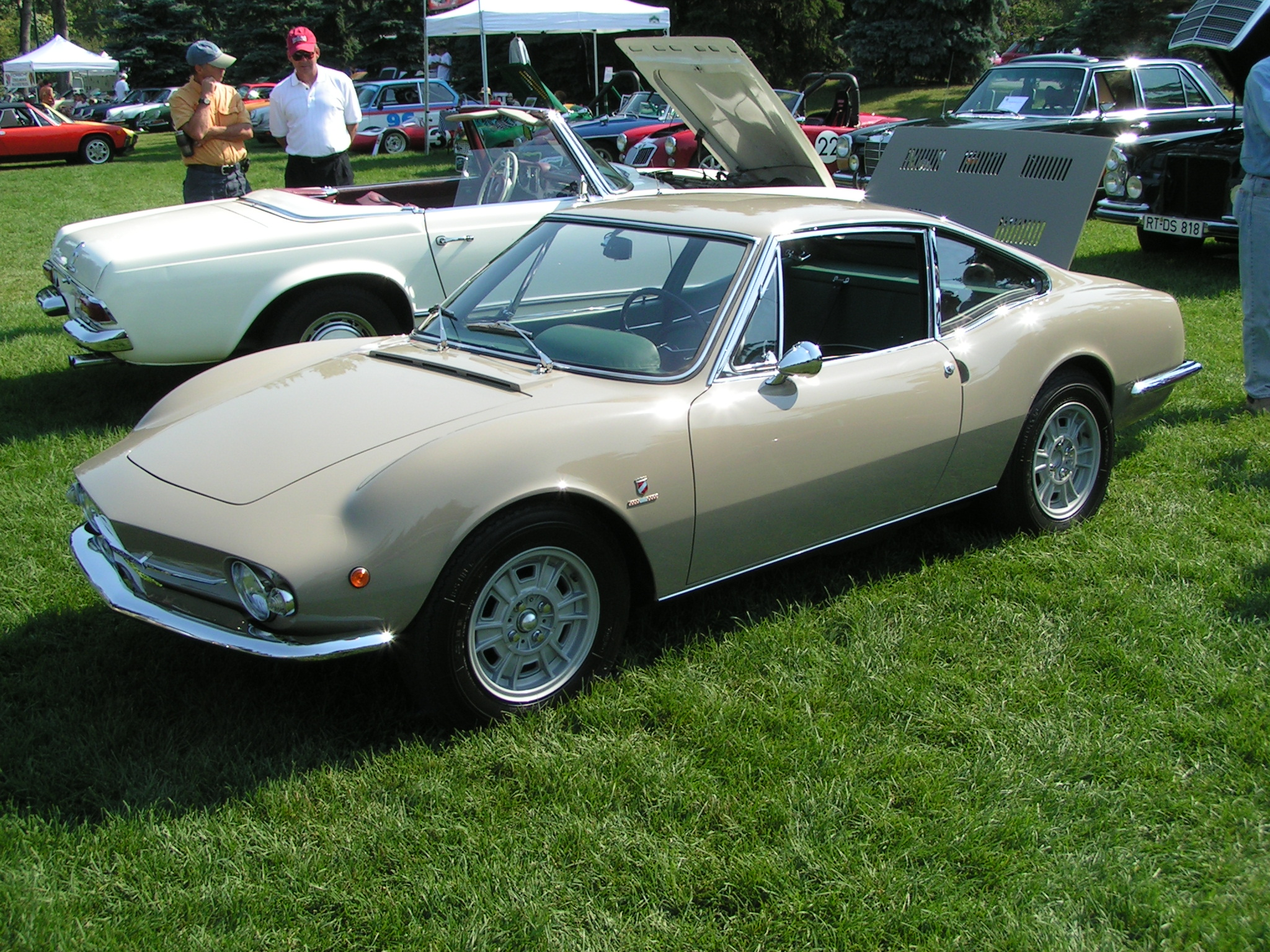
フィアット・850 モレッティ・スポルティーヴァ
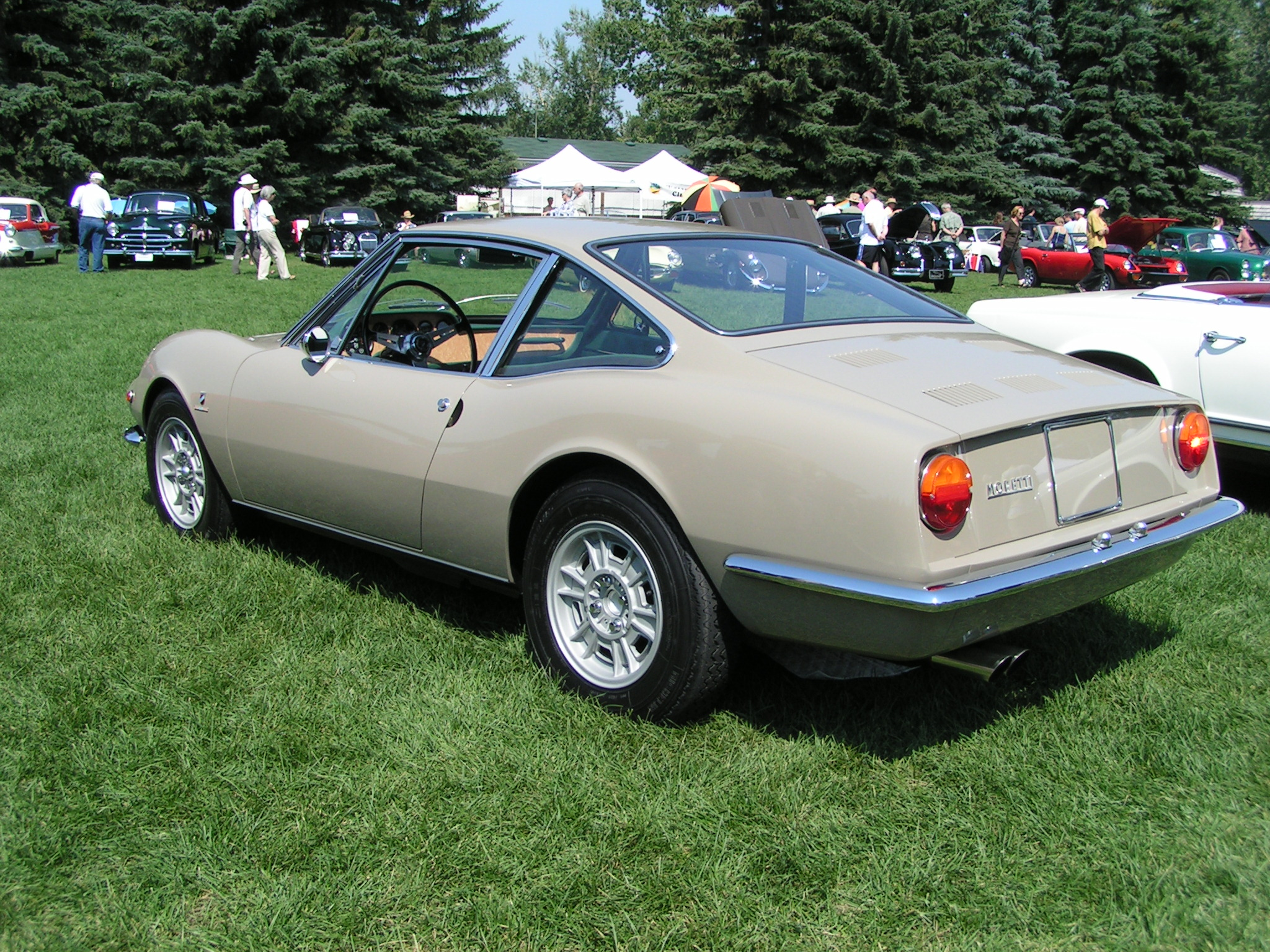
フィアット・850 モレッティ・スポルティーヴァ
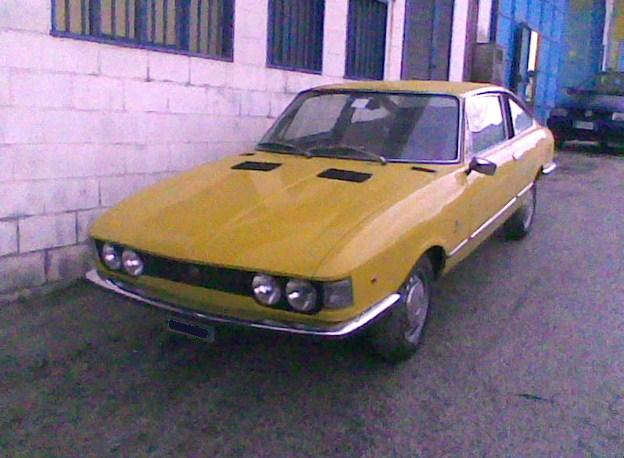
フィアット・128 モレッティ・クーペ
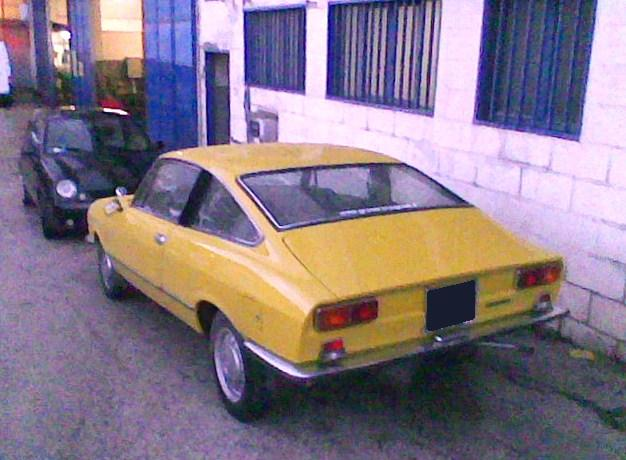
フィアット・128 モレッティ・クーペ
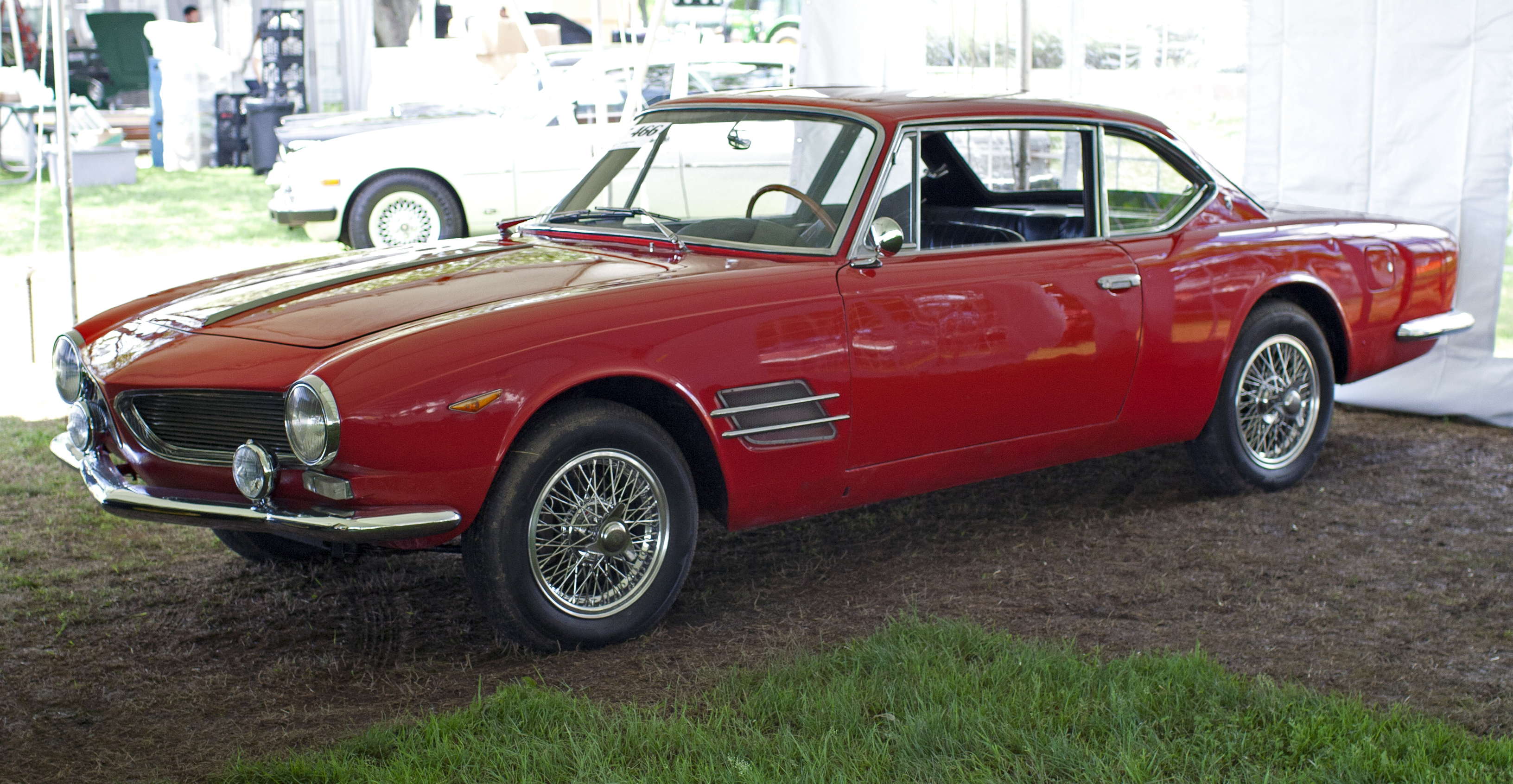
モレッティ・2500SS
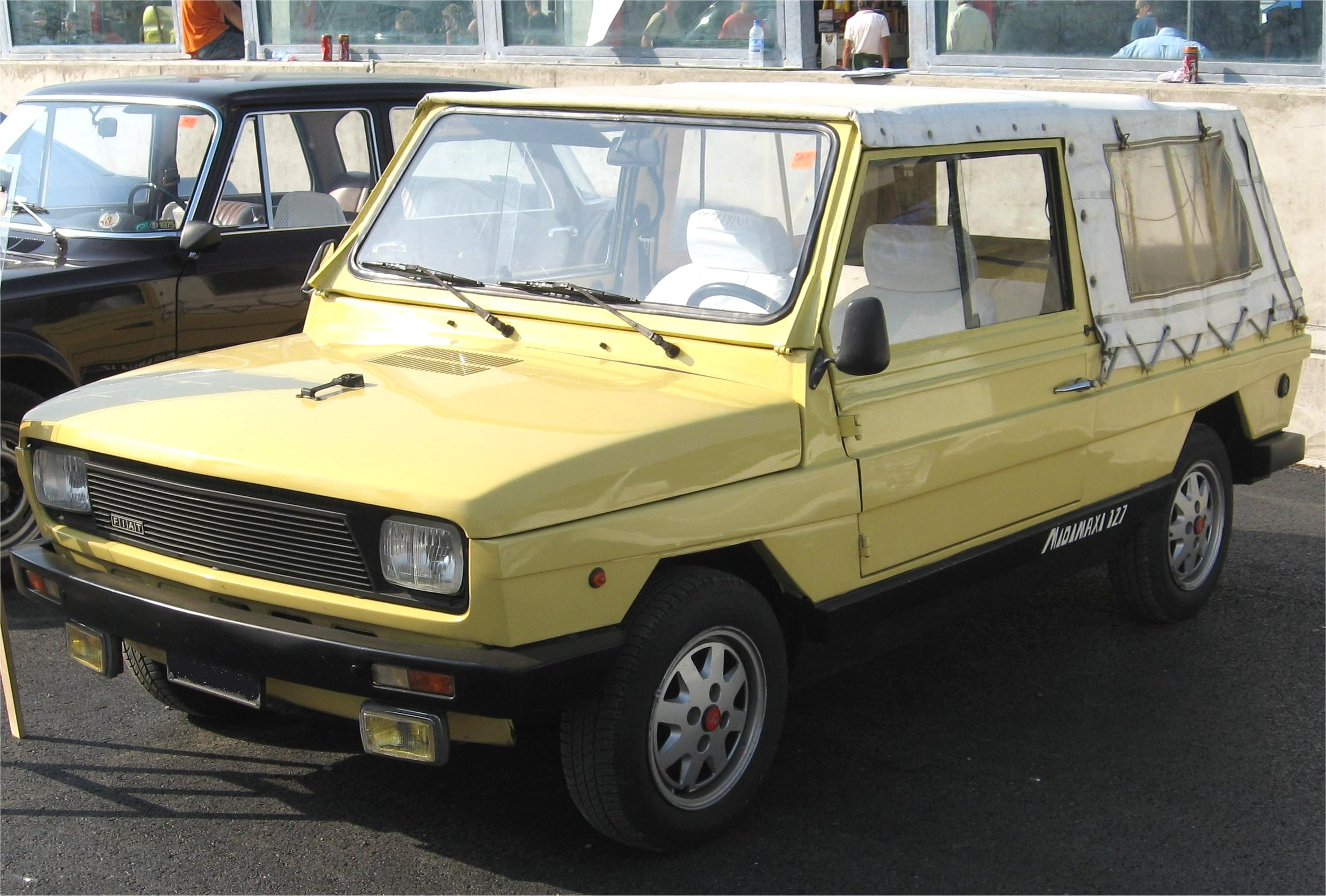
モレッティ・ミディマキシ（Midimaxi ）